# Sport Club Penedense
O Sport Club Penedense é um clube brasileiro de futebol, da cidade de Penedo, em Alagoas. É o mais antigo clube do futebol alagoano e um dos mais antigos do Brasil. Foi fundado no dia 3 de janeiro de 1909.
Manda seus jogos no Estádio Alfredo Leahy e tem capacidade para 6.000 pessoas. Suas cores são o vermelho e branco.

## História
O Penedense foi fundado no dia 3 de Janeiro de 1909 e por  muitos anos disputou os campeonatos promovidos pela Liga Penedense de Futebol como um dos mais famosos clubes do interior de Alagoas.
Na época do amadorismo, o alvirrubro do Baixo São Francisco possuía em seu plantel os grandes craques do futebol alagoano. Em 1964, venceu o Torneio Início, batendo o Capelense na final.[carece de fontes?] Somente em 1962 é que veio participar do campeonato da Primeira Divisão alagoana, promovido pela FAD. Sua melhor campanha foi o vice-campeonato que aconteceu em 1966, quando decidiu o título com o CSA.
No dia 7 de março de 1971 foi realizado o Torneio Início, uma competição curta de jogos com 20 minutos de duração, dentro de um mesmo dia. O torneio foi organizado pela Federação Alagoana de Futebol e foi disputado no Estádio Rei Pelé. Participaram da competição, além do Penedense, São Domingos, ASA, CSA, CSE, Ferroviário, CRB e Guarany. Comandado por Marcos Lobo, decidiu o título com o CSE e, após empatar sem gols e vencer por 3 a 0 nos pênaltis, foi o grande campeão.[carece de fontes?]
Durante muitos anos, o Penedense ficou de fora dos campeonatos da divisão especial.  Crises internas não permitiram que o clube continuasse com seu departamento de futebol. No ano de 2000, o clube se preparou para voltar à elite do futebol alagoano, através do campeonato da Segunda Divisão. Foi o campeão com méritos e ganhou o direito de ficar entre os grandes.
Em 2001, realizou um excelente trabalho e ficou na 3ª colocação.
Em 2001, credenciado pela conquista do título da Segunda Divisão de 2000 e empolgado por retornar à Divisão Principal do futebol alagoano, após alguns anos de ausência, o Penedense manteve a base do time que foi campeão da Segundona, do ano passado. Dos 11 titulares, apenas três são novatos no grupo: o goleiro Nem, o lateral Nilton e o atacante Denilson. Outros reforços que chegaram ao clube foram o goleiro Luciano e o meia-atacante Edson. O técnico da equipe é Gilson Baiano (ex-atleta do CSA e CRB), entre outros clubes de Alagoas, e já solicitou à diretoria do Penedense a contratação de mais dois reforços: um meia-direita e um meia-esquerda, para fortalecer o setor. O objetivo do clube é ficar entre os quatro primeiros colocados neste grande turno. Penedense – Nem; Edivaldo, Júnior, Luizão e Nilton; Evanilson, Robinho, Paulo Cajé e Esquerdinha; Marcos e Denilson.
Em 2002, o grande trunfo é ter mantido mais de metade do grupo da competição em 2001, conquistando um honroso 3° lugar e destacando-se como a grande surpresa do Estadual. A diretoria do Penedense conseguiu também manter a mesma comissão técnica, tendo à frente Gilson Baiano, o qual contará, no grupo deste ano, com pelo menos oito titulares da equipe de 2001. São eles: goleiro Nem, zagueiro Luizão, laterais Ricardo e Jal, volantes Robinho e Evanilson, e os meias Esquerdinha e Edvaldo. O único setor onde o time perdeu todos os titulares foi o ataque, que teve o artilheiro Marcos vendido ao Entrerriense (RJ) e Denilson para o CRB. Nova dupla de ataque é formada por por Gilsinho, com passagens por grandes equipes como Sergipe e Itabaiana; e pelo penedense Mauro Jorge. Nem; Daniel, Luizão, Robinho e Esquerdinha; Alfe, Evanílson, Ricardo e Edvaldo; Gilsinho e Joan (Mauro Jorge).
Em 2004, o Penedense retorna à divisão principal do futebol alagoano, ao vencer a Dimensão Saúde por 4 a 0 no placar agregado na decisão do Campeonato Alagoano da Segunda Divisão.
Em 2005, o clube da cidade de Penedo manteve a base do time e o técnico, Erandir Montenegro, campeões da Segundona de 2004. Na escalação da equipe nomes já conhecidos da torcida, como o goleiro Beto, os volantes Aldo e Robson, o lateral-esquerdo Esquerdinha e o meia Edvaldo. Foram feitas cinco contratações: o goleiro Pablo (ex-CSA e ASA), o volante Batista, o meia Wagner e os atacantes Anderson e Fuscão.
O presidente do clube, Givaldo Vasconcelos, afirmou que o Penedense está no bloco intermediário do Campeonato Alagoano. Os investimentos, disse o dirigente, chegaram a R$ 40 mil e a folha salarial, mês, deve ficar em torno de R$ 28 mil.
Em 2008 o time ribeirinho foi excluído do campeonato alagoano e rebaixado por ter denunciado a Federação Alagoana de Futebol a justiça comum, por não conseguir jogar em seu estádio. Mas em 2010 o time voltou a série A por meio de decisão do Tribunal de Justiça de Alagoas, que gerou posteriormente condenação da FAF a pagar indenização ao clube em 2016.
Em 2010, o time ribeirinho foi rebaixado para a segunda divisão depois de um péssimo campeonato alagoano.
Em 2011. conseguiu o acesso para Elite do Futebol Alagoano de 2012, fazendo uma campanha razoável , e ficou com o Vice Campeonato da Segunda Divisão do Alagoano, perdendo a final para o CEO por 2x0.
No dia 21 de Abril de 2012, após empate contra o Corinthians foi rebaixado e volta a segunda divisão do Campeonato Alagoano. Terminou em último na classificação geral, rebaixado junto com o Coruripe.
Em 2013, a equipe ribeirinha se classificou para a elite estadual junto com as equipes do Coruripe e Santa Rita-AL, onde o Penedense acabou não se qualificando para a final da 2° divisão, pois perdeu nas semifinais para a equipe do Santa Rita-  AL.
Em 2014, a equipe mais uma vez foi rebaixada junto com o Comercial de Viçosa.
Em 2015, a equipe veio a disputar a 2° divisão, dessa vez junta com mais duas equipes: Sete de Setembro e São Domingos. A equipe da cidade de Penedo garantiu acesso no 3° jogo contra a equipe do Sete de Setembro onde o empate por 2x2 garantiu o acesso, já no jogo seguinte e último do Penedense no campeonato contra a equipe do São Domingos a equipe só precisava empatar para garantir o título do Campeonato Alagoano da 2° divisão, campeonato que o Penedense não conquistava desde 2004. A equipe que veio perfilada com: Manoel, Luciano Pinga, Drey, Bruno, Noé, Fofo, Gaspar, Magno, Paulo, Buiú, Marcos Bala e Evanílson Nunes como treinador, criou muitas oportunidades de gols, mas não souberam aproveitar, onde aos 46 minutos do 2° Tempo numa falta cruzada a bola não encontrou ninguém e veio a entrar nas guardas de Manoel. Todo o estádio se calou, e a equipe veio a saborear mais um vice-campeonato alagoano. Mas sendo que a equipe se qualificou para a elite estadual de 2016.
Em 2016 fez um péssimo campeonato e acabou em penúltimo lugar na classificação geral, sendo rebaixado junto com o Ipanema. Disputou a segunda divisão em 2017 e 2019, e desde então está licenciado das competições devido a graves problemas financeiros e tenta provar o recebimento de valores referentes à venda do jogador Marinho, que atuou no clube entre 2003 e 2006 .
Em janeiro de 2022, o presidente do Penedense confirmou que o clube retornará para disputar a Segunda Divisão Alagoano. Em 2023, o Penedense venceu o Zumbi por 3 a 1 nos pênaltis após um empate em 0 a 0 foi campeão e retornou para a elite estadual.
No dia 26 de março de 2024, o Sport Club Penedense conseguiu um feito histórico, o clube conseguiu uma vaga no Campeonato Brasileiro da Série D de 2025 após o CSA eliminar o Murici na Copa Alagoas.. Em 2025, o Penedense foi vice-campeão da Copa Alagoas, ao ser derrotado nos pênaltis pelo CSE na final.

## Estádio Dr. Alfredo Leahy
O Estádio Dr. Alfredo Leahy também conhecido como "Caldeirão da Alegria", situa-se na cidade de Penedo - AL,Brasil. Pertence ao Sport Club Penedense e sua capacidade é de 6.000 pessoas.

## Rivalidade
O Sport Club Penedense tem grandes rivalidades. A rivalidade municipal contra o Santa Cruz, destaca-se como uma das principais rivalidades municipais do interior alagoano. Ainda possui grandes rivalidades contra o CSE de Palmeira dos Índios e com o Capelense de Capela. O Penedense possui dois grandes rivais desde a sua profissionalização, rivalizando contra o ASA de Arapiraca, apelidado de "Clássico da Elegância", e atualmente uma das maiores rivalidades recente do interior, contra o Coruripe, clube da cidade vizinha.

## Títulos
| Estaduais | Estaduais                        | Estaduais | Estaduais                     |
|           | Competição                       | Títulos   | Temporadas                    |
| --------- | -------------------------------- | --------- | ----------------------------- |
|           | Campeonato Alagoano - 2ª Divisão | 3         | 2000, 2004 e 2023             |
|           | Torneio Início de Alagoas        | 5         | 1964, 1967, 1969, 1971 e 1978 |

### Destaques
- Vice campeão do Campeonato Alagoano: 1966
- Vice-campeão da Copa Alagoas: 2024 e 2025[25]
- Vice-campeão do Campeonato Alagoano - 2ª Divisão: 2011 e 2015
- Campeão Amador: 1958 e 1960

### Outras conquistas
- Campeão Municipal Amador: 2012

### Categorias de base

#### Sub-15
- Vice-campeão da Copa Novos Talentos em Catende-PE: 2012

#### Sub-13
- Copa Intermunicipal de Futebol: 2012

## Prêmios
- (1973) Na primeira apuração do concurso Qual o clube mais querido do Brasil?, promovido pelo Jornal dos Sports junto à Revista Placar, o então chamado "Penedense" ficou na 4ª colocação, entre os clubes mais queridos do Estado de Alagoas.[26]